# أنطونيو بينيا دياز
أنطونيو بينيا دياز (بالإسبانية: Antonio Peña Díaz)‏ هو عالم كيمياء حيوية مكسيكي، ولد في 1936 في ولاية دورانغو في المكسيك.